# Josh Phillips (tội phạm)
Joshua Earl Patrick Phillips (sinh ngày 17 tháng 3 năm 1984) là một sát nhân người Mỹ đến từ Jacksonville, Florida, người đã bị kết án vào tháng 7 năm 1999 về tội giết Maddie Clifton 8 tuổi vào tháng 11 năm 1998 khi mới 14 tuổi. Josh Phillips hiện đang thụ án tù chung thân. Vụ giết người là chủ đề của truyền hình quốc gia, bao gồm một bộ phim tài liệu trên 48 Hours có tiêu đề "Tại sao Josh giết người?".

## Đầu đời
Phillips được sinh ra tại Jacksonville, Florida, vào ngày 17 tháng 3 năm 1984. Cha của Josh, Steve Phillips, đã chi phối vợ và con trai với một tính khí hung tợn. Trong Too Young to Kill: 15 Shocking Crimes, Josh tuyên bố rằng có lần thấy bố chỉ cần một nắm đấm đã có thể đục thủng tường gạch, khiến khiếp sợ cha mình. Steve đã cho con trai mình những quy tắc nghiêm ngặt và ông cũng là một người nghiện ma túy và nghiện rượu.

## Mất tích
Vào ngày 3 tháng 11 năm 1998, vào khoảng 5 giờ chiều, Maddie Clifton biến mất. Nghi phạm đầu tiên là một người hàng xóm đã bị bắt hai lần trong khoảng từ 15 - 20 năm về trước vì các tội danh bạo hành tình dục, nhưng đã xóa án trong cả hai vụ. Người hàng xóm đã không thành công trong cuộc kiểm tra máy phát hiện nói dối liên quan đến vụ mất tích của Maddie. Tuy nhiên do có chứng cứ ngoại phạm, ông sau đó đã được thả ra.
Cảnh sát quyết định ngừng tìm kiếm Maddie, nhưng một nhóm người, bao gồm hơn 400 tình nguyện viên, vẫn kiên trì. Một phần thưởng đã được cung cấp, ban đầu là $50.000 sau đó khoản tiền này được tăng lên gấp đôi. Một trong những tình nguyện viên đó là chính Phillips.
FBI sau đó đã tham gia vào vụ án. Các tờ rơi được phát đi khắp thị trấn, bao gồm cả tại một trận đấu giữa hai đội bóng bầu dục Jaguars và Bengals đang diễn ra gần đó. Loạt chương trình truyền hình Mỹ America's Most Wanted cũng đề nghị được phát sóng câu chuyện.

## Vụ án giết người
Một tuần sau khi Maddie mất tích, mẹ của Joshua, Melissa, trong lúc dọn dẹp phòng cho con trai thì phát hiện chiếc đệm nước của cậu có dấu hiệu "rỉ nước". Kiểm tra kỹ hơn, bà Melissa tá hỏa khi tìm thấy thi thể đang phân hủy của cô bé Maddie bị giấu bên dưới giường. Bà Melissa hoảng sợ tột độ, vội vàng chạy đến sở cảnh sát gần nhà để báo án. Cũng trong ngày hôm ấy, Joshua bị cảnh sát bắt ngay trong trường học rồi áp giải về sở để điều tra về vụ giết người và được giữ an ninh tối đa khi anh ta ra tòa lần đầu tiên. Khám nghiệm pháp y cho thấy nạn nhân đã bị đánh nhiều lần vào đầu và bị đâm cho đến chết. Tuy không có dấu hiệu bị xâm hại nhưng khi tìm thấy, thi thể của bé Maddie đã bị lột trần phần thân dưới.
Phillips nói rằng sự kiện này xảy ra khi hắn ở nhà một mình và Maddie đến nhà anh yêu cầu anh ra ngoài và chơi bóng chày. Phillips đồng ý, mặc dù hắn không được phép đi chơi trong khi bố mẹ anh không ở nhà. Khi hai người đang chơi bóng chày,trong lúc chơi đùa, Joshua vô tình ném quả bóng trúng đầu Maddie khiến cô bé khóc lớn, dỗ mãi không nín. Vì quá khủng hoảng, nghĩ đến cảnh bị bố trừng phạt, trong khi trước khi đi, ông ta đã yêu cầu không cho bất cứ ai vào nhà, vì vậy Joshua quẫn trí lôi xềnh xệch Maddie vào trong phòng để "xử lý", nơi anh tiến hành siết cổ cô bằng dây điện thoại trong khoảng 15 phút. Ngay sau đó, anh lại đánh cô với cây gậy bóng chày và nhét cô dưới chân giường. Khi cha của Josh trở về nhà, ông ta đi đến nói chuyện với anh ta một lúc và trở về phòng. Khi phát hiện ra Maddie vẫn còn sống, rên rỉ dưới gầm giường, anh ta sau đó tháo tấm nệm ra và đâm cô 11 nhát, giết chết cô.
Phiên tòa của Phillips được tổ chức tại hạt Polk, Florida và anh ta bị kết án giết người cấp độ 1 và bị kết án chung thân mà không có khả năng tạm tha. Anh ta không đủ điều kiện cho án tử hình kể từ khi anh ta dưới 16 tuổi khi anh ta phạm tội giết người. Trong khi khám nghiệm tử thi không tiết lộ bất kỳ cuộc tấn công tình dục nào, cơ thể của Maddie được tìm thấy trần truồng từ thắt lưng trở xuống; Phillips tuyên bố quần áo của cô bị tuột ra khi anh kéo xác cô vào phòng anh.
Vụ án mạng dường như được thúc đẩy bởi nỗi sợ hãi của Phillips đối với người cha nghiện rượu của anh ta, người sẽ rất tức giận nếu tìm thấy Maddie trong nhà của họ. Phillips tuyên bố trên chương trình truyền hình Too Young to Kill: 15 Tội ác gây sốc rằng nếu anh ta có thể lấy lại, anh sẽ lấy, sau đó bật khóc. Phillips đã học tại Học viện nghề nghiệp Blackstone, một chương trình đào tạo từ xa và tốt nghiệp với bằng cử nhân năm 2007. Anh ta làm việc như một người trợ lý, giúp đỡ các tù nhân khác với những lời kêu gọi của họ.
Một thời gian sau phiên tòa, cha mẹ của Maddie Clifton, Steve và Sheila Clifton, đã ly dị sau 25 năm kết hôn. Năm 2000, cha của Phillips, Steve đã thiệt mạng trong một tai nạn xe hơi.

## Kháng cáo
Năm 2002, một tòa phúc thẩm đã giữ nguyên bản án của Phillips. Vào tháng 12 năm 2004, Melissa Phillips bắt đầu tìm kiếm một phiên tòa mới cho con trai mình, lưu ý rằng tuổi còn trẻ của anh ta vào thời điểm bị giết nên đã mang nhiều trọng lượng hơn trong bản án của anh ta. Năm 2005, ngày điều trần mới được ấn định cho Phillips. Năm 2008, hai trong số các quan chức đứng sau bản án của ông, Luật sư Hoa Kỳ Harry Shorstein và Cảnh sát trưởng Nat Glover, đã xác nhận niềm tin của họ rằng Phillips đáng bị phạt tù, nhưng thừa nhận có những suy nghĩ thứ hai về bản án chung thân cho đứa trẻ 14 tuổi. Vào năm 2012, Tòa án Tối cao Hoa Kỳ đã ra phán quyết rằng việc kết án người chưa thành niên vào cuộc sống bắt buộc mà không được tạm tha là vi hiến. Vào thời điểm đó, không rõ ràng nếu luật sư của Phillips sẽ tìm cách tuyên án lại.
Vào tháng 11 năm 2015, các luật sư của Phillips đã xem xét phán quyết của Tòa án Tối cao làm cơ sở để nộp đơn xét xử lại bản án. Vào tháng 9 năm 2016, sau khi các luật sư của Phillips kháng cáo thành công tòa án, anh ta đã được xét xử tuyên án mới do áp dụng hồi tố của phán quyết của Tòa án Tối cao tuyên bố bản án hiện tại của anh ta, tù chung thân mà không được tạm tha, vi hiến. Ngày khởi động lại được thiết lập ban đầu cho tháng 2 năm 2017. Vào tháng 2 năm 2017, luật sư của Phillips đã yêu cầu thêm thời gian để chuẩn bị và sau đó phiên điều trần tuyên án mới đã được ấn định vào tháng 6 năm 2017. Tại phiên tòa, mẹ của Clifton yêu cầu giữ nguyên bản án của mình. Vào ngày 17 tháng 11 năm 2017, Phillips bị kết án chung thân. Anh ta đủ điều kiện để ra tù năm 2023.

## Trong các phương tiện truyền thông
Vụ giết Maddie Clifton đã được giới thiệu trong buổi ra mắt phần 2 của Killer Kids. Phillips đã được phỏng vấn bởi nhà báo người Anh Susanna Reid cho bộ phim tài liệu ITV Children Who Kill. Câu chuyện giết người và thử thách tiếp theo của Phillips đã được giới thiệu trong tập 112 của podcast Sword and Scale vào ngày 19 tháng 8 năm 2018.